# Église de la Dormition-de-la-Mère-de-Dieu de Sobina
Pour les articles homonymes, voir Église de la Dormition-de-la-Mère-de-Dieu.
L'église de la Dormition-de-la-Mère-de-Dieu de Sobina (en serbe cyrillique : Црква Успења Пресвете Богородице у Собини ; en serbe latin : Crkva Uspenja Presvete Bogorodice u Sobini) est une église orthodoxe serbe située à Vranje (Sobina), dans le district de Pčinja, en Serbie. Elle est inscrite sur la liste des monuments culturels protégés de la république de Serbie (no SK 862),. 

## Présentation
L'église actuelle a été construite entre 1816 et 1820, sur les fondations d'une église incendiée en 1800 par les Bulgares. L'église d'origine avait probablement été construite au XIVe siècle, comme le suggère une charte de l'empereur Dušan datée de 1332 qui mentionne Sobina. Une partie des pierres et des briques de l'église détruite ont été utilisées pour construire le hammam de Vranje et le reste a été réemployé dans la nouvelle église. Les maçons ont compensé le manque de pierres par des galets tirés de la rivière, comme on peut le constater sur les façades extérieures de l'édifice.
L'église abrite une iconostase en bois ainsi qu'un trône sculptés par des maîtres originaires de Debar. L'iconostase a été peinte entre 1824 et 1876, notamment par le peintre Zafir, comme en témoigne une inscription datée du 26 mai 1869 ; cet artiste a également participé à la réalisation des icônes de la cathédrale de Vranje. Les fresques de l'église ont été réalisées en 1855 par Dimitar Krstević (1819-1879). surnommé Dičo, au moment de la construction de la cathédrale dans laquelle il a également œuvré un peu plus tard, en 1859-1860. Krstević a également peint l'icône de saint Pantaléon qui se trouve sur le trône, du côté nord de l'église.
Entre 1997 et 2017, une rénovation complète de l'église de Sobina a été réalisée (toit, sol, galerie, portail, salle paroissiale etc.).